# په (بلژیک)
شهر په (به فرانسوی: Peer) در شهرستان مزک  در استان لمبورگ  در منطقه فلاندری در کشور بلژیک واقع شده‌است.